# Preane
Il Preane è un torrente della provincia di Brescia. Nasce dalla Croce di Selvapiana e confluisce da destra nel Chiese a Pavone, frazione di Sabbio Chiese, in Val Sabbia. È interamente compreso nel comune di Sabbio Chiese.